# Hispania Lusitania
Hispania Lusitania of kortweg Lusitania was een Romeinse provincie op het Iberisch Schiereiland. Ze kwam ongeveer overeen met het huidige Portugal en een deel van Spanje (Extremadura). Ze werd genoemd naar de belangrijkste stam uit het gebied, de Lusitani.
Het gebied kwam in de 2e eeuw v.Chr. in Romeinse handen, maar werd als bestuurlijke eenheid ingesteld door Augustus in 27 v.Chr. als een keizerlijke provincie. 

In 260 maakte de provincie deel uit van het Gallische rijk van Postumus, dat zich afgescheiden had van het Romeinse Rijk. Na Postumus' dood in 268 sloot Lusitania zich terug aan bij het Romeinse Rijk. In de vroege 4e eeuw werd Lusitania bij de hervormingen van Diocletianus opgenomen als provincie in de Diocese Hispaniae, vastgelegd in 314 in de Laterculus Veronensis. Na de val van het Romeinse Rijk werd het korte tijd bezet door de Alanen, waarna de regio bij het rijk van de Visigoten werd gevoegd.

## Voorgeschiedenis
De afkomst van de Lusitaniërs is niet zeker, maar vermoedelijk waren ze een etnisch autonome groep die sterke Keltiberische invloeden onderging. Zowel van sociale als militaire organisatie en van taal zijn ze duidelijk Indo-Germaans.
Na het verslaan van de Carthagers in de Punische Oorlogen namen de Romeinen geleidelijk aan het hele schiereiland in en verdeelden het in de provincies Hispania Ulterior (later Lusitania en Hispania Baetica) en Hispania Citerior (later Hispania Tarraconensis).
De Lusitaniërs werden beschouwd als dapper en vrijheidslievend, maar slaagden er niet in een stabiele politieke organisatie en eenheid te vormen. Toch hebben ze zich hard tegen de Romeinen verzet. De strijd begon in 194 v.Chr. en eindigde pas echt voor het eerst onder Julius Caesar. Hun strijd kende hoogtepunten onder Viriathus en Sertorius. De Lusitaniërs maakten het de Romeinen moeilijk door hun guerrillatechnieken.
De strijd werd aanvankelijk beëindigd door Servius Sulpicius Galba in 150 v.Chr. Na verloren te hebben van de Lusitaniërs sloot hij een verdrag met hen, maar hij verried ze, slachtte ze massaal af en verkocht de overlevenden als slaven. Hij verdedigde dit door te zeggen dat de Lusitaniërs ook een verdrag hadden gebroken dat ze met zijn voorganger M. Atilius hadden gesloten. Dit werd natuurlijk niet gesmaakt door de overlevende Lusitaniërs, die opnieuw in opstand kwamen. Aanvankelijk kenden ze heel wat weerwerk van de Romeinen, tot ze Viriathus als hun leider kozen, die erin slaagde hun benarde positie om te zetten in overwinning na overwinning. Maar in 139 v.Chr. kon de consul Q. Servilius Caepio 3 Lusitaniërs overtuigen om Viriathus te vermoorden. Hierna stortte het verzet in, hoewel er nog jaren problemen waren met kleine groepjes bandieten die de guerrillatechnieken van Viriathus imiteerden.
Nog een opmerkelijke opstand is die van Quintus Sertorius, een Romeinse generaal die een burgeroorlog voerde vanuit het Iberisch Schiereiland en die een goede band had met de Lusitaniërs. Hij vocht echter niet voor hun onafhankelijkheid, maar voor wat in zijn ogen de Romeinse zaak was.
Sertorius had aanvankelijk een succesvolle militaire carrière, hij vocht onder Marius tegen de Cimbri en de Teutonen en maakte bekendheid in Spanje. In de burgeroorlog koos hij de kant van Cinna. Deze verloor echter tegen Sulla waarna Sertorius zich eerst naar Spanje terugtrok en later naar Afrika. Daar ontving hij ambassadeurs van de Lusitaniërs die hem vroegen hun opstand tegen hun Romeinse bestuurders te leiden. Hij ging hier op in en voerde een vrij succesvolle oorlog met zijn leger van Lusitaniërs, andere Iberische stammen en gevluchte Romeinse soldaten. Hoewel hij geen grote nederlagen leed, was zijn situatie vrij uitzichtloos, aangezien Rome steeds nieuwe troepen tegen hem uitzond en hij nauwelijks versterking kreeg. Sertorius maakte zich populair bij de Lusitaniërs door in te spelen op hun bijgeloof (hij had een tamme witte hinde en deed alsof deze hem goddelijke boodschappen bracht), zorgde voor onderwijs voor de zonen van de lokale elites en liet hen ook meebesturen. Wel bleef het hoogste bevel altijd bij de Romeinen en hij installeerde een senaat voor de gevluchte senatoren.

Sertorius deelde weinig taken uit aan zijn ondergeschikten en regelde veel zelf. Sommigen waren hierdoor gefrustreerd en jaloers op zijn succes. Er werd een samenzwering gevormd onder Perperna en de samenzweerders vermoordden Sertorius bij een diner. Hierna liepen veel Lusitanische en andere Iberische stammen over naar Pompeius en Metellus, die de samenzweerders snel versloegen. Zo kwamen de Lusitaniërs weer onder direct gezag van Rome.

## Bestuur

grondgebied van Hispania Lusitania in de 3e eeuw

De provincie werd verder opgedeeld in 3 conventi (Romeinse juridische districten). Dit waren conventus Emeritensis (in het oosten), conventus Pacensis (in het zuiden) en conventus Scallabitanus (in het noorden).

Augustus hervormde later het gebied nog en deelde een gebied uit het noorden van Lusitanië in bij Tarraconensis. Ook haalde hij de legioenen weg uit Lusitanië, hierdoor had de gouverneur slechts de prepraetoriale rang.
Onder de Flavische dynastie, met name onder Vespasianus, werden opnieuw hervormingen doorgevoerd in het Iberisch Schiereiland. Hij gaf een groot aantal gemeenschappen rechten (Latium Minus), bracht de Vettoonse regio over van Tarraconensis naar Lusitania en verminderde het aantal troepen. Maar door het opvoeren van het aantal cives werden er meer mannen beschikbaar voor dienst elders in het rijk.
Ook werd het bestuur gedecentraliseerd met meer belang van lokaal bestuur.

## Steden

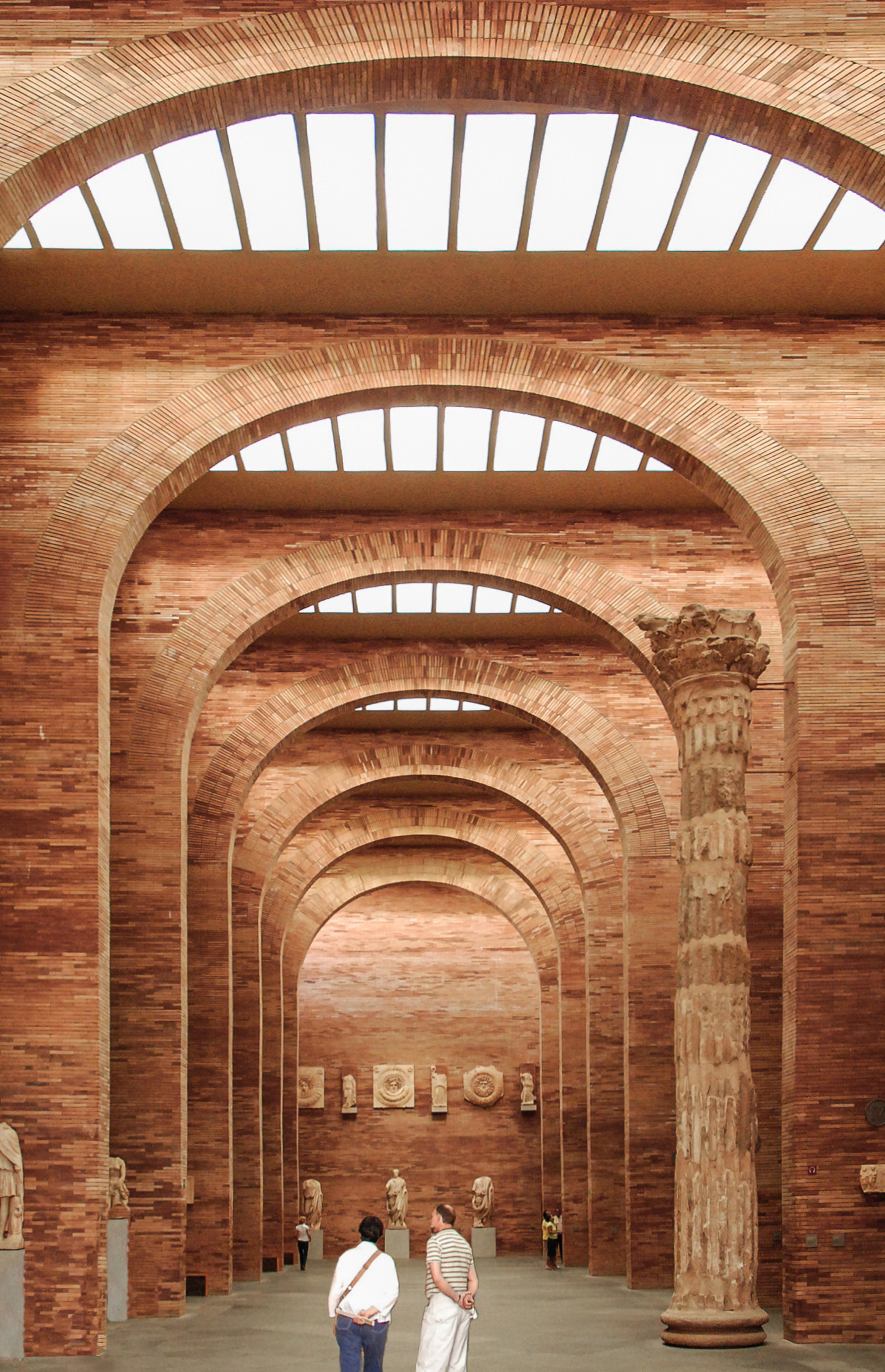
Nationaal Museum van Romeinse kunst (Merida)

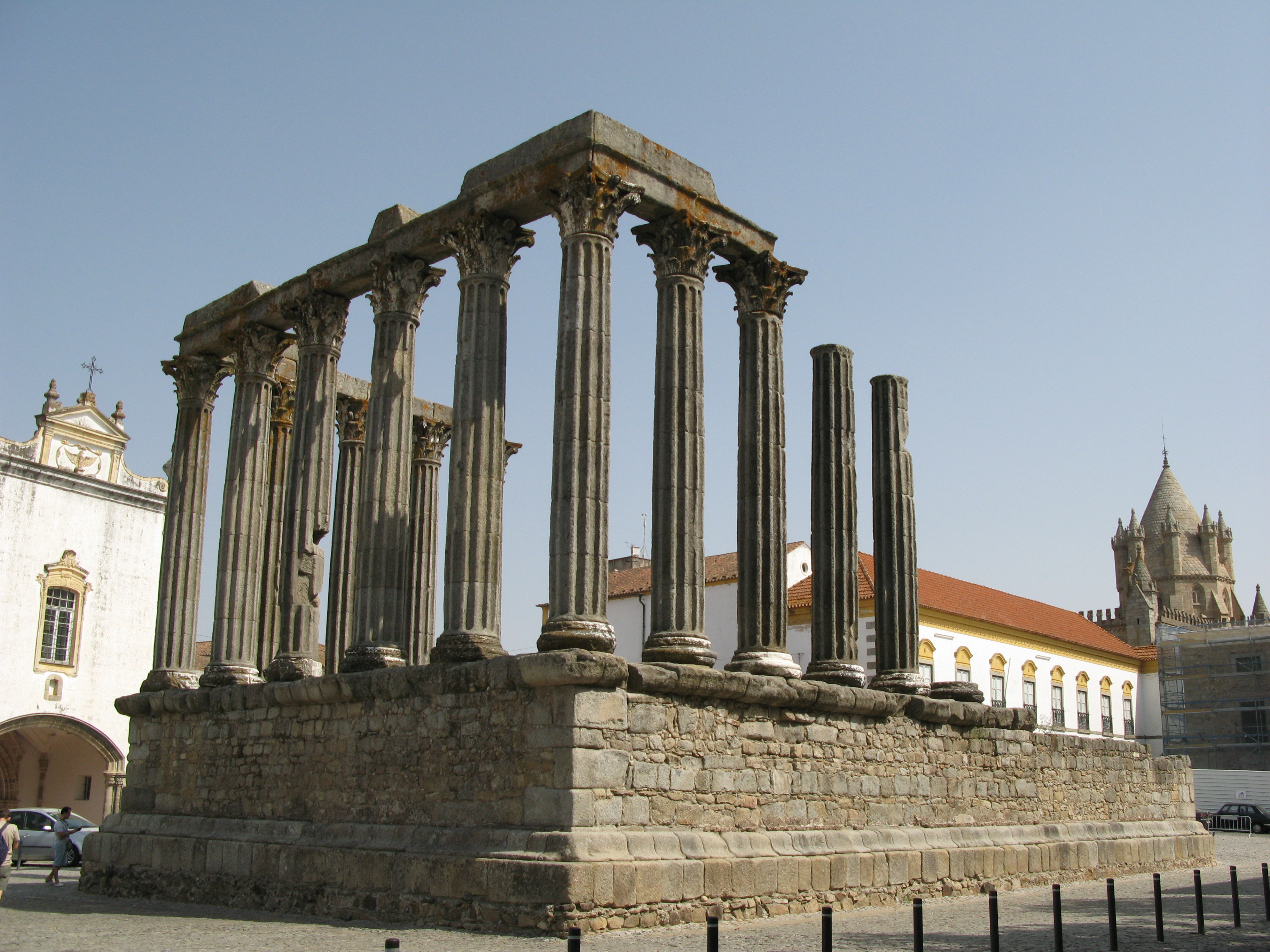
Romeinse tempel in Evora

De provinciehoofdstad van Lusitania heette Augusta Emerita, het huidig Merida in de Spaanse Extremadura. De stad was een kolonie die gesticht werd voor de veteranen van het leger van P. Carisius na de campagnes tegen de Asturianen in 26-25 v.Chr. Emeriti was een benaming voor veteranen, Augusta Emerita betekent dus een stad gesticht voor veteranen, in dit geval het 5e en 10e legioen van P. Carisius, onder Augustus. Het christendom deed al vroeg intrede in deze stad en verspreidde zich van daar uit over Lusitania. Verder had ook elke conventus zijn eigen hoofdstad. Voor Emeritensis was dit opnieuw Augusta Emerita, voor Pacensis Pax Iulia en voor Scallabitanus Scallabis. Onder Augustus waren er een 45-tal gemeenschappen, hieronder waren 5 kolonies, 1 municipium en 3 steden met Latijns recht.
Volgende steden waren kolonies en municipaliteiten en reeds belangrijke Romeinse centra in Lusitania tegen de 1ste eeuw v.Chr:
- Augusta Emerita (Mérida)
- Felicitas Iulia Olisipo (Lissabon)
- Ossonaba (Faro)
- Myrtilis Iulia (Mértola)
- Scallabis Praesidium Iulium (Santarém)
- Colonia Metellinensis/Metellinum (Medellín), genoemd naar de proconsul Metellus
- Liberalitas Iulia Ebora (Évora)
- Norba Caesarina (Cáceres)
- Imperatoria Salacia (Alcácer do Sal)
- Pax Iulia (Beja)

Andere belangrijke steden:
- Balsa (Luz de Tavira)
- Mirobriga Celtici (Santiago do Cacém)
- Caetobriga (Setúbal)
- Ammaia (São Salvador de Aramenha/Marvão)
- Eburobritticum (Óbidos)
- Sellium (Tomar)
- Augustobriga (Talavera la Vieja)
- Collippo (São Sebastião do Freixo in de gemeente Leiria)
- Civitas Igaeditanorum (Idanha-a-Velha)
- Caurium (Coria)
- Caesarobriga (Talavera de la Reina)
- Conimbriga (Condeixa-a-Velha)
- Capera (Cáparra/Guijo de Granadilla)
- Aeminium (Coimbra)
- Bobadela (huidig, Romeinse naam onbekend, mogelijk Elbocoris)
- Talabriga (Cabeço do Vouga/Maruel)
- Civitas Aravorum (Marialva)
- Civitas Cobelcorum (Torre de Amofala)

Verder zijn er nog tal van nederzettingen die vermeld worden in Romeinse bronnen, maar waarvan de locatie niet met voldoende zekerheid te zeggen is, of waarvan het archeologisch onderzoek nog niet ver genoeg staat.

## Economie
In Lusitania had men de traditionele industrieën zoals landbouw en visvangst, zo was Lusitania een uitvoerder van garum (Romeinse vissaus). Maar de provincie haalde vooral haar rijkdom uit de mijnen. Veel mijnen waren in keizerlijk bezit, zeker de waardevolle goud- en zilvermijnen. Vermoedelijk waren alle goudmijnen reeds onder Augustus in keizerlijk bezit, maar bleven de zilvermijnen, kleinere mijnen (aangezien die niet de moeite van de administratie waard waren) en andere mineralen langer of zelfs volledig in privéhanden.
Een overzicht van het aantal, de soort en de spreiding van mijnen in Lusitania:
|               | goud | zilver/lood/koper | tin | ijzer/magnesium | totaal |
| ------------- | ---- | ----------------- | --- | --------------- | ------ |
| Pacensis      | 6    | 35                | 1   | 6               | 48     |
| Emeritensis   | 10   | 11                | 13  | -               | 34     |
| Scallabitanus | 29   | 3                 | 9   | 3               | 44     |
| totaal        | 45   | 49                | 23  | 9               | 126    |

## Religie
De lokale goden mochten blijven aanbeden worden, zolang dat daarnaast ook de keizerlijke cultus in ere werd gehouden. De belangrijkste lokale godheid was Endovellicus, met als centrum van zijn cultus Villaviçosa. Op andere plaatsen werd ook vaak een godin aanbeden die geromaniseerd werd als Dea Turubrigensis en vaak werd geassocieerd met Persephone. Endovellicus komt vermoedelijk van het Keltische ande wat een versterkend bijvoegsel is en vello wat beter betekent. Het kan dus vergeleken worden met het Latijnse optimus.

## Andere stammen
De Lusitaniërs vormden dan wel de grootste groep, toch woonden er ook nog andere volkeren in het gebied dat de Romeinen als Lusitania afbakenden.
- De Conii of Cynetes. Zij leefden in het zuidwesten van het Iberisch Schiereiland. Het is niet duidelijk of ze inheems waren of Indo-Germaanse inwijkelingen.
- De Dragani. Dit volk was Ligurisch of Keltisch.
- De Celtici. Deze Kelten woonden in het zuiden en waren verwant met de Turdetaneren.
- De Cempsi. Dit was een van de grootste en vroegst gevestigde Keltische stammen uit het Iberisch Schiereiland. Hiervan bevolkten ze het centrale deel.
- De Turduli. Deze woonden op verschillende plaatsen. Ze waren allen restanten van de pre-Indo-Germaanse bevolking uit het westen.
- De Vettones. Zij waren vermoedelijk Keltisch, maar dit is niet zeker. In dat geval zouden ze wel al voor de Keltiberen het Iberisch Schiereiland binnengetrokken zijn. Nadat ze aan de zijde van Hannibal vochten stonden ze verzwakt en verloren ze gebied aan hun naburige volkeren, waaronder de Lusitaniërs. Toch moet het een belangrijke stam geweest zijn want soms werd de provincie ook provincia Lusitania et Vettoniae genoemd.

## Secundaire literatuur
- Haywood (J.). The Historical Atlas of the Celtic World. Londen, Thames & Hudson, 2001, 144 p.
- Cancik (H.) en Schneider (H.). Der Neue Pauly. Enzyklopädia der Antike. Stuttgart, Verlag J.B. Metzler Stuttgart, Weimar, 1997, II + kol. 282.
- Cancik (H.) en Schneider (H.). Der Neue Pauly. Enzyklopädia der Antike. Stuttgart, Verlag J.B. Metzler Stuttgart, Weimar, 1997, III + kol. 608.
- Cancik (H.) en Schneider (H.). Der Neue Pauly. Enzyklopädia der Antike. Stuttgart, Verlag J.B. Metzler Stuttgart, Weimar, 1999, VII + kol. 515-516.
- Tovar (A.). Iberische Landeskunde. Die Völker und die Städte des antiken Hispanien. Baden-Baden, Verlag Valentin Koerner, 1976, II + 307 p.
- Edmondson (J.C.). Two Industries in Roman Lusitania: Minning and Garum Production. Oxford, BAR, 1987, 355 p. (BAR International Series, 362).
- Wissow (G.). Paulys Real-Encyclopädie der Classischen Altertumswissenschaft. Stuttgart, J.B. Metzlersche Buchhandlung, 1905, V + kol. 2493-2496.
- Sutherland (C.H.V). The Romans in Spain. 217 B.C. - A.D. 117. New York, Barnes & Noble, Londen, Methuen & Co., 1971, 264 p.
- Osland (D.). The Early Roman Cities of Lusitania. Oxford, Archeopress, 2006, 135 p. (BAR International Series, 1519).
- Toutain (J.). Les Cultes Païens dans l'Empire Romain. Les provinces Latines. Parijs, Édition Ernest Leroux, 1920, III + 470 p.
- Goldsworthy (A.). In the name of Rome: the men who won the Roman Empire. Londen, Phoenix, 2004, 480 p.
- Jung (J.). Romanischen Landschaften des Roemuschen Reiches. Studien ueber die Inneren Entwickelungen in der Kaiserzeit. Innsbruck, Verlag der Wagner'schen Universitäts Buchhandlung, 1881, 574 p.
- Richardson (J.S.). The Romans in Spain. Oxford, Blackwell Publishers, 1998, 341 p.
- Talbert (R.J.A.), ed. Barrington Atlas of the Greek and Roman World. Princeton (N.J.), Princeton University Press, 2000, 102 krtn.

Achaea · Alexandria et Aegyptus · Africa · Alpes Cottiae · Alpes Maritimae · Alpes Poeninae · Arabia Petraea · Armenia Inferior · Asia · Britannia · Cappadocia · Cilicia · Corsica · Creta · Cyprus · Cyrenaica · Dacia · Dalmatia · Epirus · Galatia · Gallia (Aquitania · Belgica · Lugdunensis · Narbonensis) · Germania (Inferior · Superior) · Hispania (Baetica · Lusitania · Tarraconensis) · Italia · Iudaea · Lycaeonia · Lycia · Macedonia · Mauretania (Caesariensis · Tingitana) · Moesië (Inferior · Superior) · Noricum · Numidia · Pannonia (Inferior · Superior) · Pamphylia · Pisidia · Pontus et Bithynia · Raetia · Sardinia · Sicilia · Syria · Thracia

Tijdelijke bezettingen: Germania (7-9 n.Chr.) · Armenia (114-117 n.Chr.) · Assyria (116-117 n.Chr.) · Mesopotamia (115-117 n.Chr.)